# Crisis constitucional

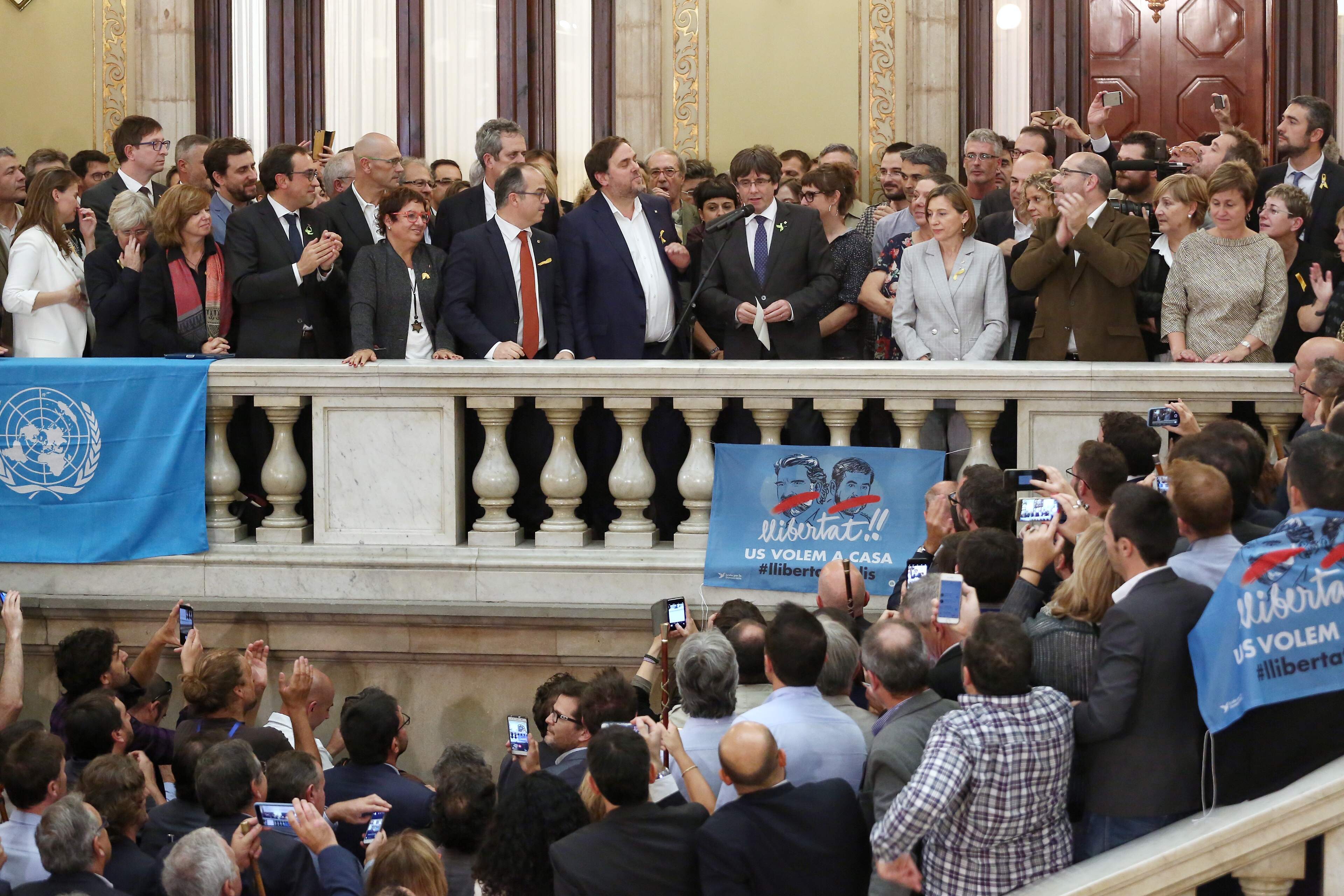
El presidente catalán, Carles Puigdemont, se dirige a la multitud tras la declaración unilateral de independencia del 27 de octubre de 2017, suspendida posteriormente al ser declarada «inconstitucional» por el Tribunal Constitucional.

En ciencia política, una crisis constitucional es un problema o conflicto en la función de un Gobierno que la constitución política u otra ley rectora fundamental se percibe como incapaz de resolver. Existen diversas variantes de esta definición. Por ejemplo, una la describe como la crisis que surge del fracaso, o al menos de un fuerte riesgo de fracaso, de una constitución en el desempeño de sus funciones centrales. La crisis puede deberse a diversas causas. Por ejemplo, un gobierno puede querer aprobar una ley contraria a su constitución; la constitución puede no ofrecer una respuesta clara para una situación específica; la constitución puede ser clara pero puede resultar políticamente inviable seguirla; las propias instituciones gubernamentales pueden flaquear o no estar a la altura de lo que la ley les prescribe que sean; o los funcionarios del gobierno pueden justificar el hecho de evitar hacer frente a un problema grave basándose en interpretaciones estrechas de la ley. Algunos ejemplos concretos son la crisis constitucional del voto de color en Sudáfrica en la década de 1950, la secesión de los estados del sur de Estados Unidos en 1860 y 1861, la destitución del gobierno federal australiano en 1975 y la transición española (puede entenderse como una crisis constitucional entre las Leyes Fundamentales del Reino y la Constitución española de 1978).
Las crisis constitucionales pueden surgir de conflictos entre distintos poderes del Estado, conflictos entre el gobierno central y los gobiernos locales, o simplemente conflictos entre diversas facciones de la sociedad. En el curso de un gobierno, la crisis se produce cuando una o más de las partes de una disputa política deciden voluntariamente violar una ley constitucional, incumplir una convención constitucional no escrita o discutir la interpretación jurídica correcta de la ley constitucional violada o de la costumbre política incumplida. Así lo demostró el caso XYZ, en el que un contingente de comisarios estadounidenses enviados para preservar la paz entre Francia y Estados Unidos sobornó a funcionarios franceses. El incidente se publicó en la prensa estadounidense y creó una crisis de política exterior que precipitó la aprobación de las Leyes de Extranjería y Sedición. La oposición a estas leyes en forma de las Resoluciones de Virginia y Kentucky alegó que violaban la libertad de expresión y exhortó a los estados a rechazar su aplicación, ya que violaban la Constitución.